# Zahrisht
Zahrisht – wieś położona w północnej części Albanii w gminie Krume. Wieś znajduje się 107 kilometrów od stolicy państwa, Tirany.

## Demografia
Według spisu ludności z 1989 roku we wsi Zahrisht mieszkało 802 mieszkańców.